# 幼君
幼君（ようくん）は、幼い君主のことである。

## 概要
範囲は成人の定義にもよるが、おおむね18歳未満の君主について言及されることが多い。
君主が一定の影響力を持つ制度においては、君主が幼いと自分の判断で影響力を及ぼすことが経験不足や知識不足から問題視される、あるいは不可能であることがある。その場合、摂政や後見人、外戚などで別の人物が代わりに実質的に影響力を及ぼす権力者となる仕組みになることがある。しかしその場合、君主が幼いのを良いことに、摂政や後見人によって王位が簒奪され殺害されるケースも少なくない（例えばカッサンドロスによるアレクサンドロス4世の殺害、ナビスによるペロプスの殺害など）。外戚による君主権力の行使が常態化して外戚一族に権力が移動した例として、日本中世の摂関政治・北条執権政治がある。このような事態が起こる場合、判断力のある成人の君主が忌避されて、あえて幼君が選択されることもある。
君主の父母・祖父母などが健在であれば、それらの人物が後見人を務めることが多く、中国の垂簾聴政や中世日本の治天の君などが有名な例である。垂簾聴政ではないものの、中国最後の皇帝の溥儀も2歳で即位して実権は父親の醇親王にあった。
中国史上最年少で即位したのは後漢第5代皇帝の殤帝で、生後100日で即位し、翌年に崩御している。
日本において最も幼くして即位した天皇は、1165年（永万）に生後9か月で即位した六条天皇である。1889年（明治22年）に制定された日本の皇室典範では、18歳未満の天皇に摂政就任順位に基づいて皇族が摂政につく規定がある。天皇幼少による摂政の実例は1868年1月3日（慶応3年12月9日）が最後となっており、皇室典範の規定によって天皇幼少を理由に摂政となった事例はない。
西欧においては、誕生後ただちに即位した君主もあり、フランス王ジャン1世、スペイン王アルフォンソ13世などの例がある。また、中東ではエジプト王国のフアード2世が1歳にも満たないうちに即位したが、翌年にムハンマド・アリー朝は打倒された。